# Episodi di Il pianeta preistorico (prima stagione)
La prima stagione del documentario Il pianeta preistorico, composta da 5 episodi, è stata trasmessa da Apple TV, dal 23 maggio 2022 al 27 maggio dello stesso anno.

## Episodi

### Coste:
Ambientazioni: Mare Interno Occidentale - Nordafrica - Zealandia - Tetide
La serie si apre lungo le coste del Mare Interno Occidentale, in Nord America. Un maschio di Tyrannosaurus rex e la sua nidiata nuotano tra le isole alla ricerca di cibo. Durante l'attraversata, un mosasauro attacca uno dei piccoli, divorandolo. Giunti sulla riva, il padre scova la carcassa di una tartaruga marina di due tonnellate e inizia a cibarsene, mentre i suoi cuccioli vanno a caccia di tartarughine sulla battigia. In seguito, l'azione si sposta sulle coste del Nordafrica, abitate da diverse specie di pterosauri: una colonia di Tethydraco nidifica ed alleva i propri piccoli sulla spiaggia, proteggendoli da un famelico Phosphatodraco che si aggira nella zona. Sulle scogliere, centinaia di cuccioli appena nati di Alcione si radunano per spiccare il primo volo verso una vicina foresta. Quando tutto sembra andare per il meglio però, i piccoli vengono attaccati da uno stormo di Barbaridactylus che ne divora alcuni, mentre altri finiscono disorientati sulla spiaggia diventando comunque prede del Phosphatodraco. I sopravvissuti trovano rifugio tra gli alberi. Nel continente sommerso della Zealandia, intanto, una femmina di Turangisaurus e il suo piccolo raggiungono una laguna per nutrirsi di gastroliti, utili per la digestione, insieme ad altri plesiosauri. La femmina in seguito si accoppia con successo con uno dei maschi. Ci si sposta poi nei mari dell'antico oceano della Tetide, nell'Europa meridionale, dove un anziano maschio di Mosasaurus hoffmannii si riposa su un reef poco profondo lasciandosi ripulire da svariati pesci picnodonti e crostacei, per poi venire aggredito da un maschio più giovane che intende appropriarsi del suo territorio. Inizialmente l'anziano sembra soccombere, ma poi riesce comunque a prendere il sopravvento sull'avversario, mettendolo in fuga e uscendo vincitore dallo scontro. Cala la notte nel mentre in Nord America e centinaia di ammoniti scaphitidi  si radunano per riprodursi, inscenando una magica quanto bizzarra esibizione con la loro pelle bioluminescente. Dopo l'accoppiamento e la deposizione delle uova, sia i maschi che le femmine si spiaggiano morti sulla riva, avendo ormai concluso il proprio ciclo vitale. Ritornando nella Zealandia, la femmina incinta di Turangisaurus ed il suo primo figlio faticano a seguire il resto del branco e vengono presi di mira da un temibile Kaikaifilu. Il predatore viene scacciato via dal resto del gruppo, e la femmina può finalmente mettere alla luce il suo nuovo cucciolo.
Animali comparsi:
Tyrannosaurus · Protostegidi (identificate come "tartarughe giganti") · Tethydraco · Phosphatodraco · Alcione · Barbaridactylus · Turangisaurus · Mosasaurus · Scalacurvichthys (identificati come "pesci picnodonti") · Ammoniti scaphitidi (indeterminate) · Kaikaifilu

### Deserti:
Ambientazioni: Argentina - Mongolia - Nordafrica
La puntata inizia nel mezzo di un cocente deserto in Argentina, dove un branco di maschi di Dreadnoughtus giunge nei pressi di una colonia di femmine. Per potersi accoppiare con loro, i maschi si esibiscono gonfiando le loro curiose sacche golari grazie alla grande quantità d'aria che alleggerisce i loro scheletri. In questa circostanza, un giovane maschio sfida l'anziano colosso che ha dominato la scena durante le precedenti due settimane. Lo scontro è arduo e violento, ma alla fine il giovane riesce a sottomettere l'anziano, condannandolo ad una lunga e lenta agonia. Ci si sposta in seguito negli aridi deserti della Mongolia, dove alcune lucertole si aggirano intorno ad una carcassa di sauropode in cerca di insetti. Trovano li addormentata una famiglia di Tarbosaurus e si avvicinano per ripulirli dai parassiti, venendo però a loro volta attaccate da una coppia di Velociraptor. Uno di loro, durante l'inseguimento, risveglia per errore uno dei Tarbosaurus, facendoli spostare altrove. Senza il pericolo dei dinosauri predatori, degli pterosauri azdarchidi calano sulla carcassa per nutrirsi. Ci viene poi presentato un altro specialista del deserto mongolo, una femmina di Mononykus, un piccolo teropode armato di un unico grande artiglio che usa per stanare le termiti dai tronchi. Tuttavia, qualcosa cambia: la dura calura viene momentaneamente interrotta dall'avviarsi della stagione delle piogge. Branchi di grandi adrosauri, i Barsboldia, si raccolcono assieme a sauropodi titanosauri, therizinosauri, ankylosauri e persino i feroci Tarbosaurus attorno a delle grandi oasi per dissetarsi dopo i lunghi mesi di siccità. In Nordafrica, contemporaneamente, è iniziato il periodo degli amori anche per pterosauri come i Barbaridactylus. I maschi con la cresta più grande controllano e proteggono un territorio e un harem di femmine, non facendo avvicinare nessun altro. Ciononostante, un maschio più gracile, che non ha sviluppato la cresta, si intrufola nella mischia venendo confuso per una femmina e, dopo aver rischiato di accoppiarsi con uno dei maschi dominanti, riesce a riprodursi. Si ritorna infine in Argentina, nel mezzo di un aspro deserto di gesso, dove un branco di Secernosaurus è costretto a migrare verso territori più fertili. Per via del Sole cocente e del continuo mutare delle dune, il branco decide di spostarsi di notte, orientandosi con le stelle. Grazie al loro fine udito riescono a raggiungere dopo tanta fatica una lussureggiante radura costiera.
Animali comparsi:
Dreadnoughtus · Enantiorniti (indeterminati) · Agamamidi (indeterminate) · Azhdarchidi (indeterminati) · Tarbosaurus · Velociraptor · Mononykus · Barsboldia · Titanosauri mongoli (indeterminati) · Nemegtosaurus (non identificato) · Therizinosaurus (non identificato) · Tarchia (non identificato) · Barbaridactylus · Secernosaurus

### Acque dolci:
Ambientazioni: Mongolia - Montana - Madagascar
L'episodio ha inizio nei pressi di una cascata in Mongolia, dove una colonia di piccoli azdarchidi ritorna ogni sera per riposare. Approfittando dell'abbondanza di prede, un gruppo di Velociraptor, composto da due maschi e una femmina, scende lungo le ripidi pareti del canyon, utilizzando le penne delle braccia e della coda per mantenere l'equilibrio. La femmina riesce a catturare uno degli pterosauri, precipitando con la preda ma sopravvivendo grazie al suo piumaggio che ne attenua la caduta, lasciando i due maschi alle prese con i rettili volanti in fermento. Ci si sposta poi lungo i pressi di un fiume in Montana, dove un anziano maschio di Tyrannosaurus rex è intento a divorare una carcassa di Triceratops. Le ferite riportate dopo la caccia sono molto gravi, e per questo, il predatore decide di medicarle immergendosi lungo le sponde di un torrente. Nel farlo però attira l'attenzione di un altro T.rex, che si rivela essere una giovane femmina. I due si scrutano minacciosi, per poi iniziare a corteggiarsi ed infine ad accoppiarsi. Si va poi nelle torbide paludi della Mongolia, casa di un colossale maschio di Deinocheirus, un teropode  erbivoro dagli artigli immensi. Il gigante mansueto si nutre di piante acquatiche e usa un albero morto per alleviare il prurito inflittogli dagli sciami di mosche che infestano il suo piumaggio. L'ultima parte dell'episodio è ambientata interamente nell'Africa meridionale, in particolare, sull'isola del Madagascar. Tra gli isolotti paludosi, una femmina di Quetzalcoatlus è giunta fin qui per deporre le uova, pattugliando costantemente la zona e allontanandosi solo per mangiare. Mentre è a caccia però, una femmina più anziana, anch'essa in cerca di un luogo per nidificare, trova e distrugge il nido. Quando la femmina più giovane ritorna, scaccia con violenza l'intrusa, riuscendo a salvare solo tre uova. Più in là, in una battigia salmastra, una femmina di Masiakasaurus, grazie alle sue particolari mascelle, riesce a cacciare i granchi che emergono per l'umidità, dandoli in pasto ai suoi piccoli. Uno di loro, mosso dall'istinto predatorio, prova a catturarne alcuni da solo, venendo però divorato da una Beelzebufo, una delle più grandi rane mai esistite. Nell'estuario di un fiume, intanto, alcuni elasmosauri sono giunti fra le paludi di mangrovie approfittando dell'alta marea. Nel punto dove la foce incontra il mare, banchi di pesci si proteggono nell'acqua torbida, venendo comunque predati dai voraci rettili marini. 
Animali comparsi:
Azdarchidi (indeterminati) · Velociraptor · Tyrannosaurus · Triceratops (carcassa) · Deinocheirus ·  Enantiornite (non identificato) · Quetzalcoatlus · Masiakasaurus · Beelzebufo · Elasmosauri (indeterminati)  · Titanosauri africani (non identificati)

### Mondi di ghiaccio:
Ambientazioni: Alaska - Russia - Antartide
La puntata ha il suo inizio agli albori della primavera, in Alaska. Dopo mesi di perenne oscurità data dal rigido inverno polare,  tre dromeosauri si riuniscono per cacciare dei cuccioli di adrosauro, attaccando il loro branco mentre è intento a guadare un fiume ghiacciato, fallendo però il colpo. Si accontentano infine di una carcassa rimasta incastrata tra le rocce. Più a valle, lungo le sponde di un fiume, con l'innalzarsi delle temperature maschi di Ornithomimus si riuniscono per costruire i nidi per le loro future compagne. I materiali scarseggiano, specialmente per i ritardatari, e alcuni provano dunque a saccheggiare i ramoscelli dai nidi altrui. Più a nord, in Russia, anche una mandria di Olorotitan è pronta per deporre le uova. Si tratta di adrosauri dalla cresta a forma di ascia che si spostano in gruppo e fanno i nidi lungo le pendici dei vulcani, per riscaldare meglio le uova. I cuccioli appena nati vengono portati a pascolare nei campi, tuttavia la loro sopravvivenza viene minacciata dagli sciami di zanzare nati in primavera, che rischiano di dissanguarli. Il branco dunque si sposta in pascoli più alti, lontani dalle zone umide frequentate dagli insetti. Tornando in Alaska, la stagione calda porta con sé anche gli incendi. Un troodontide usa un ramoscello in fiamme per stanare le sue prede, riuscendo a catturare ed uccidere un piccolo mammifero. Con l'avvicinarsi dell'autunno diventa importante trovare nuovi ripari per il freddo inverno: in Antartide dei giovani Antarctopelta ritornano al proprio rifugio. Purtroppo, essendo cresciuti, uno di loro è costretto a rimanere fuori a cercarsi un nuovo alloggio. Dopo un lungo vagare, il giovane riesce a trovare tana in una caverna illuminata da vermi luminosi. In Alaska intanto cadono già i primi fiocchi di neve. Un branco di Pachyrhinosaurus si prepara per l'inverno, venendo però seguito da un gruppo di affamati Nanuqsaurus. La mandria lascia la foresta spostandosi nelle radure dove possono meglio fronteggiare i loro aggressori, ponendosi in cerchio per proteggere i cuccioli. Lo scontro viene interrotto da una violenta tempesta di neve, che costringe i due schieramenti alla tregua. Appena il clima si stabilizza però, i Nanuqsaurus riescono ad isolare e ad uccidere un grosso maschio. 
Animali comparsi:
Dromeosauri (indeterminati) · Edmontosaurus (identificati come "adrosauri") · Ornithomimus · Olorotitan · Troodontide (indeterminato) · Cimolodon (non identificato) · Antarctopelta · Adrosauri antartici (indeterminati) · Pachyrhinosaurus · Nanuqsaurus

### Foreste:
Ambientazioni: Brasile - Montana - Argentina - Cina - Canada - Mongolia - Romania
L'ultimo episodio della stagione ha luogo tra le fronde di una foresta brasiliana, calpestata dai pesanti passi di un branco di enormi Austroposeidon che abbatte alcuni colossali alberi con il solo ausilio dei i loro immensi petti, liberando così ampi appezzamenti di foresta e consentendo a nuove piante di crescere. Si va poi nel Montana, dove pascola un branco di Triceratops. Dopo essersi nutriti di piante velenose, il gruppo si sposta all'interno delle profondità di una caverna, dove sono presenti delle preziose cave di argilla che li aiuta a digerire le tossine delle piante. Durante il tragitto, nel buio, un piccolo si allontana dal resto del branco, ritrovando in seguito i genitori. Intanto tra le foreste della Patagonia, in Argentina, un giovane maschio di Carnotaurus ha estirpato le felci dal sottobosco per realizzare un'ampia arena dove esibirsi ed attirare le femmine. Appena una di queste si avvicina, il giovane inizia a corteggiarla compiendo una curiosa danza agitando le sue piccole braccia colorate, senza avere però alcun successo. In mezzo ai boschi temperati della Cina, nel mentre, un gruppo di Corytoraptor si nutre di noci di ginko, inconsapevoli di essere stati presi di mira da una femmina di Qianzhousaurus, che riesce ad abbattere un esemplare dopo un paio di tentativi. In Canada intanto il fuoco ha incenerito diverse conifere. Nella polvere, un Atrociraptor utilizza il fumo di un bastone rovente per ripulirsi il piumaggio dai parassiti; un grosso ankylosauro mastica del carbone per aiutare la digestione e una femmina di Edmontosaurus è riuscita a salvare i propri piccoli dalle fiamme. Viene la sera contemporaneamente in Mongolia, e mentre i funghi luminescenti si risvegliano e i grandi sauropodi dormono profondamente, dei piccoli Therizinosaurus cercano invano di arrampicarsi su un tronco per arrivare ad un alveare. Le api attaccano i dinosauri, ma l'arrivo di un adulto, che usa i suoi enormi artigli per distruggere e nutrirsi dell'alveare, permette ai cuccioli di cibarsi del miele avanzato. L'ultimo segmento della stagione ha luogo sulla remota Isola di Hațeg, nell'odierna Romania. Qui, dei cuccioli di Zalmoxes scorrazzano nel sottobosco per nascondersi dai predatori, venendo tuttavia sorpresi da un enorme Hatzegopteryx, la più pesante creatura volante mai esistita. L'enorme pterosauro si dirige verso la spiaggia dove, oltre ai Zalmoxes, anche dei Telmatosaurus e dei sauropodi si sono riuniti per pascolare. La scena conclusiva della prima stagione vedrà proprio il colossale Hatzegopteryx spiegare le ali e spiccare il volo al tramonto verso nuovi territori di caccia. 
Animali comparsi:
Austroposeidon · Triceratops · Carnotaurus · Corytoraptor · Qianzhousaurus · Edmontosaurus · Atrociraptor · Anodontosaurus (identificato come "ankylosauro") · Titanosauro asiatico (indeterminato) · Therizinosaurus · Telmatosaurus · Zalmoxes · Hatzegopteryx · Paludititan (non identificato)